# Caterina
Caterina  è un nome proprio di persona italiano femminile.

## Varianti
- Femminili: Catterina[4][6], Catarina[2], Catrina, Catalina[6], Cattalina[4]
- Maschili: Caterino[4], Catterino[4][6], Cattalino[4][6]

### Varianti in altre lingue
- Albanese: Katerina[2]
- Asturiano: Catala[7]
- Basco: Katalin, Kattalin[2], Katarin, Kateriñe[7]
- Bielorusso: Кацярына (Kacjaryna)[2]
- Bretone: Katarin, Katell[2]
- Bulgaro: Екатерина (Ekaterina), Катерина (Katerina)[2]
- Catalano: Caterina, Catalina[2][7]
- Ceco: Kateřina[2]
- Corso: Catalina[2]
- Croato: Katarina[2]
- Danese: Katarina, Katharina, Kathrine, Katrine, Cathrine, Catrine[2]
- Estone: Kadri, Katrin, Katariina[2]
- Fiammingo: Katelijn, Katelijne[2]
- Finlandese: Katariina, Katriina, Kaarina[2]
- Francese: Catherine[2][8], Catharine[4]
  - Francese medio: Cateline[2]
- Galiziano: Catarina[2][7]
- Gallese: Catrin[2]
- Georgiano: ეკატერინე (Ek'at'erine)[2]
- Greco antico: Αἰκατερίνη (Aikaterinē)[1][2][8]
- Greco moderno: Αικατερίνη (Aikaterinī), Κατερίνα (Katerina)[2]
- Hawaiiano: Kakalina, Kalena[2]
- Inglese: Katherine, Katharine, Katherina, Katheryne, Katrina, Katharyn, Katheryn, Kathryn, Catherine, Catharine, Catherin, Catherina, Cathryn[2][8]
- Irlandese: Caitríona, Catriona, Katriona, Caitlín[2]
- Islandese: Katrín[2]
- Latino: Katerina, Ekaterina[2][8]
- Lettone: Katrīna[2]
- Ligure: Cattæña[9]
- Lituano: Kotryna[2]
- Macedone: Екатерина (Ekaterina), Катерина (Katerina)[2]
- Norvegese: Katarina, Katharina, Kathrine, Katrine, Cathrine, Catrine[2]
- Occitano: Catarina[2]
- Olandese: Katrien, Katrijn, Catharina[2]
- Polacco: Katarzyna[2]
- Portoghese: Catarina[2]
- Rumeno: Ecaterina, Cătălina[2]
- Russo: Екатерина (Ekaterina), Катерина (Katerina)[2][4][8]
- Sardo: Caderina[2]
- Scozzese: Caitrìona, Catriona, Catrina, Katriona, Katrina[2]
- Serbo: Катарина (Katarina)[2]
- Slovacco: Katarína[2]
- Sloveno: Katarina[2]
- Sorabo: Katarina[2]
- Spagnolo: Catalina[2][4][7], Katalina (variante latinoamericana)[2]
- Svedese: Katarina, Katharina, Katrin, Catharina, Catrine, Cathrine[2]
- Tedesco: Katharina, Katarina, Katharine, Katarine, Katherina, Katrin, Katrina, Kathrin, Cathrin, Catrin[2]
- Ucraino: Катерина (Kateryna)[2]
- Ungherese: Katalin, Katarina[2]

### Forme alterate e ipocoristiche
Nelle varie lingue in cui si è diffuso, il nome ha sviluppato un'ampia serie di forme alterate e ipocoristiche (queste ultime in particolare). Alcune di queste forme sono ormai considerate nomi a sé stanti, che hanno a loro volta sviluppato diverse varianti e sono presenti in molte lingue; esempi simili sono Katia, Kate, Rina, Tina, Ina, Karen e Karin, e relative varianti; oltre a queste si ricordano:
- Bulgaro: Катина (Katina)[2]
- Ceco: Katka[2]
- Croato: Katica[2]
- Danese: Kaja, Caja, Trine[2]
- Estone: Kaisa, Kati, Triinu[2]
- Finlandese: Kaija, Kaisa, Kata, Kati, Katri[2]
- Frisone: Nienke, Nynke, Nine[2]
- Galiziano: Catuxa[2][7]
- Gallese: Cadi[2]
- Georgiano: ეკა (Ek'a)[2]
- Greco moderno: Κατίνα (Katina)[2]
- Inglese: Cat, Kat, Kay, Kit, Kittie, Kitty, Kaety, Katee[2], Ketty[4]
- Irlandese: Cáit, Ríona, Tríona[2]
- Italiano: Catera[5], Cati[6]
- Ligure: Cattæn, Cattin, Cattainetta, Tainin[9], Taæn, Taæña[10]
- Lituano: Katrė[2]
- Macedone: Катина (Katina)[2]
- Norvegese: Kaia, Kaja, Kari, Katj[2]
- Olandese: Cato, Katinka, Trijntje[2]
- Polacco: Kasia[2]
- Rumeno: Catina, Catrinel[2]
- Russo: Катенька (Katen'ka), Катюша (Katjuša), Катька (Kat'ka), Катя (Katja)[2][4][11]
- Slovacco: Katka[2]
- Sloveno: Katica[2]
- Spagnolo: Lina[2]
- Svedese: Kaja, Kajsa, Cajsa[2]
- Tedesco: Käthe, Katinka[2]
- Ungherese: Katalinka, Kata, Kati, Kató, Kitti[2]

## Origine e diffusione

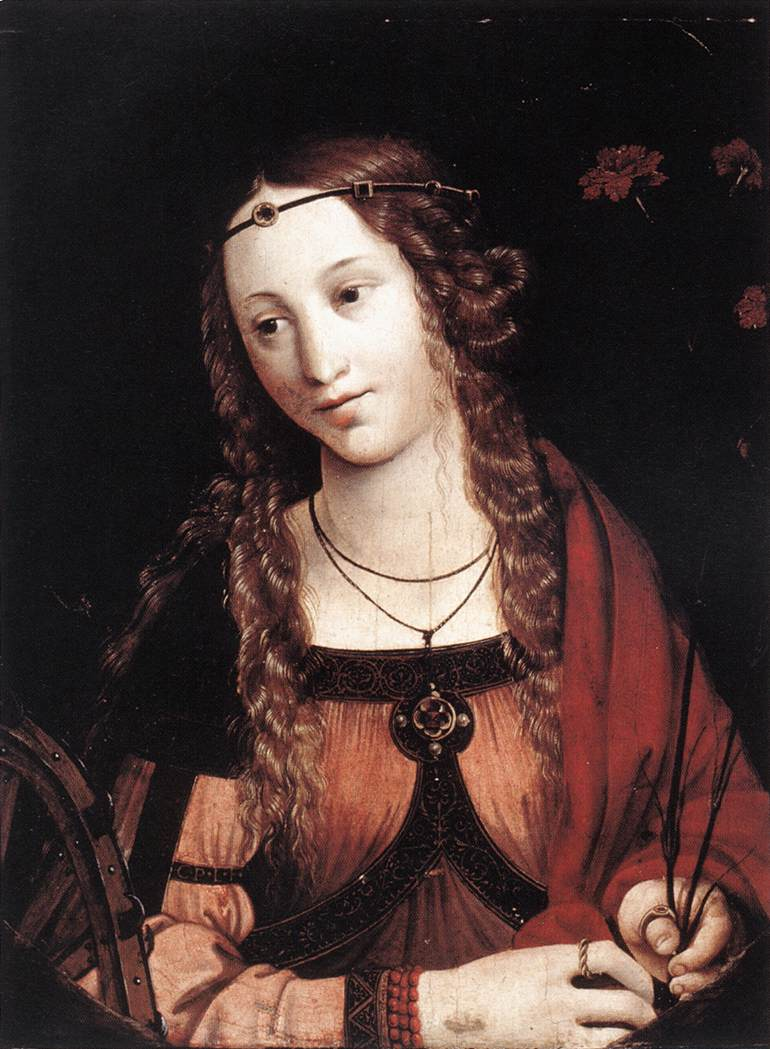
Santa Caterina d'Alessandria, dipinta da Callisto Piazza

La prima attestazione di questo nome si ha nel VII secolo, con i primi documenti che parlano di santa Caterina d'Alessandria, una martire cristiana vissuta nel IV secolo la cui reale esistenza, comunque, non è affatto certa; il suo culto, originatosi in Egitto e giunto in Siria, venne di lì portato in Europa occidentale dai crociati nel X secolo dove grazie alla santa, particolarmente amata, il nome conobbe un'eccezionale diffusione.
Nelle fonti greche antiche il nome della martire è riportato nella forma in greco antico Αἰκατερίνη?, Aikaterínē, la cui etimologia è fortemente dubbia; le ipotesi sulla sua origine sono numerose, e le più accreditate lo considerano un nome teoforico riferito alla dea Ecate (in greco antico Ἑκάτη?, Hekátē), oppure lo derivano dal greco antico Ἕκατος?, Hékatos ("che saetta, saettatore"), un epiteto del dio Apollo. Già dall'antichità venne però ricondotto per etimologia popolare al termine in greco antico καθαρός?, katharós ("puro, sincero, netto"), un'associazione da cui deriva la grafia in -th- che è diffusa in moltissime lingue (es. Catherine).
La diffusione del nome in Italia è ampia in tutte le regioni, ma è particolarmente popolare in Calabria. Si calcola che nel XX secolo sia stato il tredicesimo nome per diffusione nella penisola, anche se dal XXI secolo la popolarità tra le nuove nate è scesa oltre la trentesima posizione. La forma maschile Caterino predomina in Veneto.
In Inghilterra il nome è usato dal XII secolo, attestandosi già nel tardo Medioevo soprattutto nelle forme Katherine e Catherine.

## Onomastico
L'onomastico viene festeggiato solitamente il 29 aprile in onore di santa Caterina da Siena, dottore della Chiesa e patrona d'Italia, o il 25 novembre in ricordo di santa Caterina d'Alessandria, martire. Sono però numerose le sante e le beate che hanno portato questo nome, fra le quali si ricordano, alle date seguenti:
- 2 febbraio, santa Caterina de' Ricci, religiosa domenicana[14]
- 3 marzo, santa Katharine Mary Drexel, fondatrice delle Suore del Santissimo Sacramento per gli indiani e i negri[14]
- 9 marzo, santa Caterina da Bologna, religiosa clarissa[14]
- 24 marzo, santa Caterina di Svezia, religiosa dell'Ordine del Santissimo Salvatore di Santa Brigida[14]
- 17 aprile, santa Caterina Tekakwitha, vergine[14]
- 27 aprile, beata Caterina da Montenegro, religiosa domenicana[14]
- 5 maggio, beata Caterina Cittadini, fondatrice delle suore orsoline di San Girolamo[14]
- 31 dicembre, santa Catherine Labouré, religiosa delle figlie della carità di San Vincenzo de' Paoli[14]

## Persone

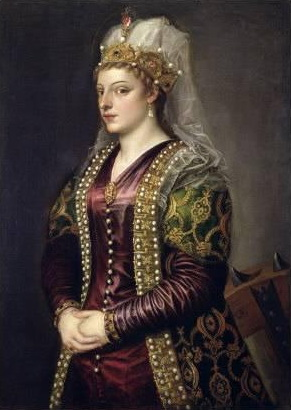
Caterina Corner

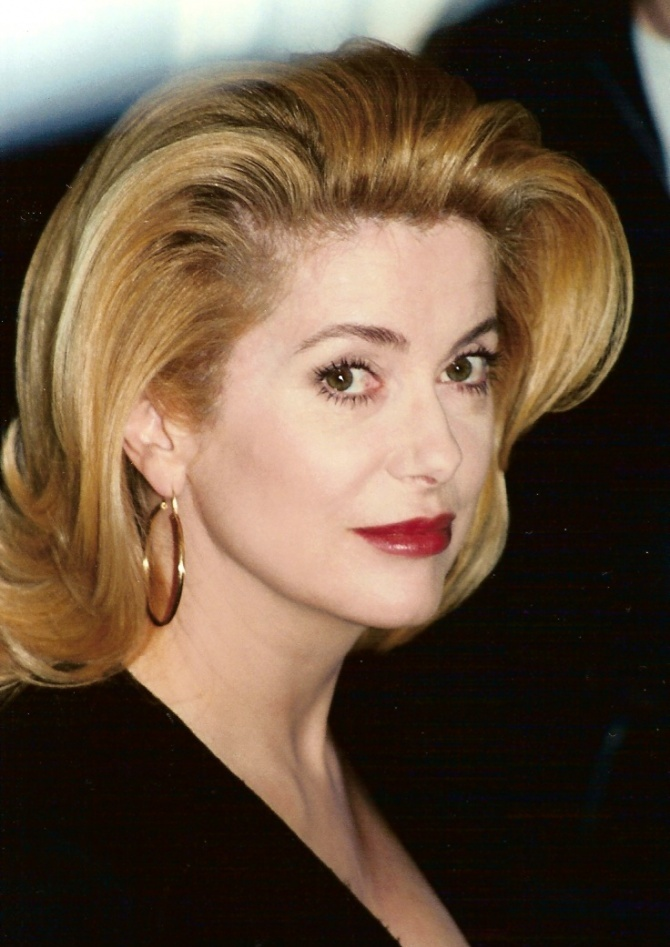
Catherine Deneuve

- Caterina d'Aragona, principessa del Galles e regina consorte d'Inghilterra
- Caterina II di Russia, imperatrice di Russia
- Caterina da Siena, religiosa italiana
- Caterina Balivo, conduttrice televisiva italiana
- Caterina Boratto, attrice italiana
- Caterina Caselli, cantante, produttrice discografica, attrice e conduttrice televisiva italiana
- Caterina Corner, regina di Cipro, Gerusalemme e Armenia e signora di Asolo
- Caterina de' Medici, regina consorte di Francia
- Caterina Franceschi Ferrucci, scrittrice, poetessa, patriota ed educatrice italiana
- Caterina Guzzanti, attrice e comica italiana
- Caterina Murino, attrice, modella e showgirl italiana
- Caterina Percoto, scrittrice e poetessa italiana
- Caterina Pigorini Beri, scrittrice italiana
- Caterina Sforza, contessa di Imola e Forlì
- Caterina Valente, attrice, cantante e showgirl italiana naturalizzata francese

### Variante Catherine
- Catherine Asaro, scrittrice statunitense
- Catherine Ashton, politica britannica
- Catherine Bell, attrice statunitense
- Catherine Deneuve, attrice francese
- Catherine Grey, nobile britannica
- Catherine Hicks, attrice statunitense
- Catherine Keener, attrice statunitense
- Catherine Middleton, duchessa di Cambridge
- Catherine O'Hara, attrice canadese naturalizzata statunitense
- Catherine Spaak, attrice, cantante, ballerina e conduttrice televisiva belga naturalizzata italiana
- Catherine Zeta-Jones, attrice, ballerina e cantante britannica

### Variante Katherine

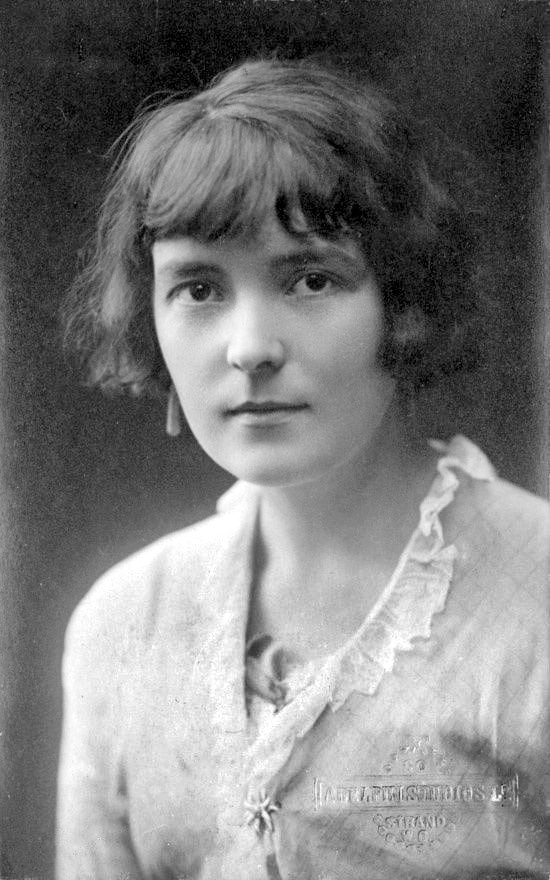
Katherine Mansfield

- Katherine Dunham, ballerina, coreografa e antropologa statunitense
- Katherine Harris, politica statunitense
- Katherine Heigl, attrice e produttrice cinematografica statunitense
- Katherine Helmond, attrice e comica statunitense
- Katherine Jenkins, mezzosoprano britannico
- Katherine Langford, attrice australiana
- Katherine Mansfield, scrittrice neozelandese
- Katherine Moennig, attrice statunitense
- Katherine Pancol, scrittrice francese
- Katherine Philips, poetessa, letterata e traduttrice gallese
- Katherine Anne Porter, giornalista, scrittrice e attivista statunitense

### Variante Katharine

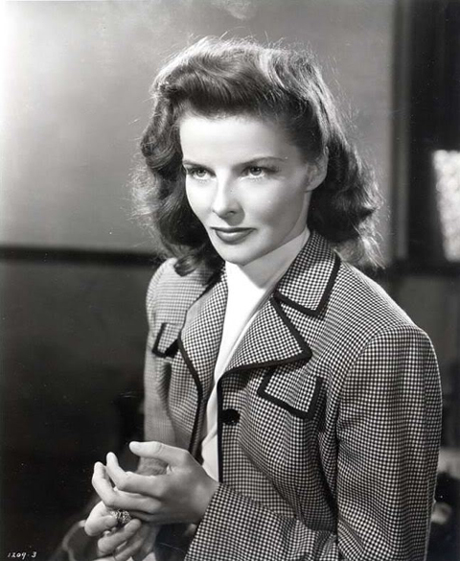
Katharine Hepburn

- Katharine Byron, politica statunitense
- Katharine Cornell, attrice teatrale statunitense
- Katharine Mary Drexel, religiosa statunitense
- Katharine Hepburn, attrice statunitense
- Katharine Isabelle, attrice canadese
- Katharine Jefferts Schori, vescova anglicana statunitense
- Katharine Lee Bates, scrittrice statunitense
- Katharine Ross, attrice statunitense
- Katharine Worsley, duchessa di Kent

### Variante Kathryn

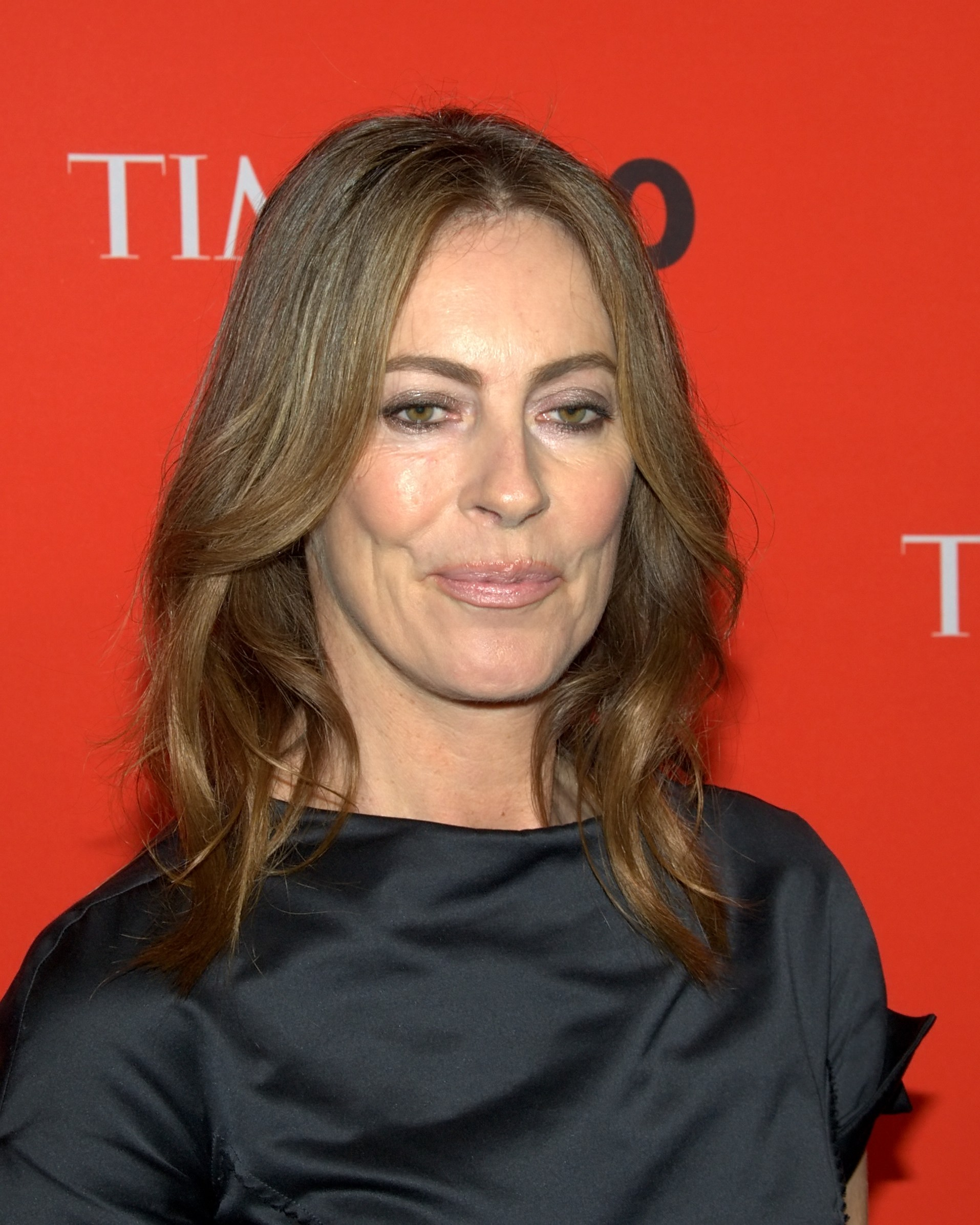
Kathryn Bigelow

- Kathryn Beaumont, attrice e doppiatrice britannica
- Kathryn Bigelow, regista, sceneggiatrice e produttrice cinematografica statunitense
- Kathryn Grayson, soprano e attrice statunitense
- Kathryn Hunter, attrice statunitense naturalizzata britannica
- Kathryn Dawn Lang, cantautrice canadese
- Kathryn Morris, attrice statunitense
- Kathryn Sullivan, astronauta statunitense

### Variante Ekaterina

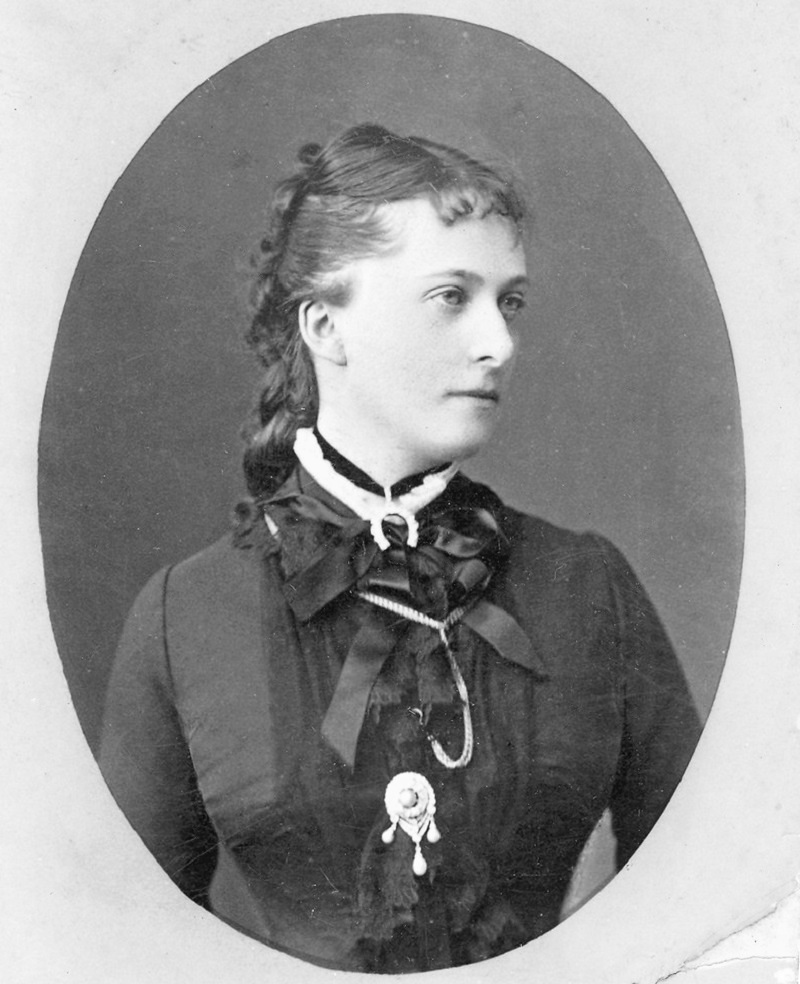
Ekaterina Dolgorukova

- Ekaterina Antropova, pallavolista russa naturalizzata italiana
- Ekaterina Budanova, aviatrice sovietica
- Ekaterina Dimitrova, cestista bulgara
- Ekaterina Dolgorukova, moglie morganatica di Alessandro II di Russia
- Ekaterina Jur'eva, biatleta russa
- Ekaterina Kolyvanova, nobildonna russa
- Ekaterina Maksimova, danzatrice sovietica
- Ekaterina Novickaja, pianista russa
- Ekaterina Romanova, figlia di Michail Pavlovič Romanov
- Ekaterina Senjavina, nobildonna russa
- Ekaterina Vaganova, ballerina russa
- Ekaterina Voroncova, nobildonna russa

### Altre varianti
- Katarina Barun, pallavolista croata
- Ek'at'erine Ch'avch'avadze, principessa regnante di Mingrelia
- Catalina de Erauso, esploratrice spagnola
- Catriona Gray, modella filippina
- Catriona MacColl, attrice britannica
- Katarina Witt, pattinatrice artistica su ghiaccio tedesca
- Kati Wolf, cantante ungherese

## Il nome nelle arti
- Caterina è un personaggio della commedia di William Shakespeare La bisbetica domata.
- Catherine Earnshaw è la protagonista femminile del romanzo di Emily Brontë Cime tempestose.
- Katell Kollet o Catel Collet o Katell Gollet ("Caterina la perduta") è un personaggio semi-leggendario della letteratura, cultura popolare e arte della Bretagna.
- Catherine Morland è la protagonista del romanzo di Jane Austen L'abbazia di Northanger.
- Catherine è un romanzo di William Makepeace Thackeray.
- Caterina Sforza, la leonessa di Romagna è un film del 1959 diretto da Giorgio Walter Chili.
- Io e Caterina è un film del 1980 diretto da Alberto Sordi.
- Caterina va in città è un film del 2003 diretto da Paolo Virzì, in cui Caterina è il nome della protagonista.
- Kathryn Janeway è il capitano della nave stellare Voyager nella serie di telefilm di fantascienza Star Trek: Voyager.
- Caterina e le sue figlie fiction in tre stagioni interpretate da Virna Lisi.
- Katarina è un campione giocabile nel videogioco League of Legends.
- Catrine DeMew e Catty Noir, personaggi della linea di bambole Monster High, entrambe figlie di gatti mannari (padri diversi).
- In campo musicale, Caterina è il titolo di cinque diverse canzoni: una di Perry Como del 1962, una di Francesco De Gregori del 1982, una di Ron e una di Marco Ferradini, entrambe del 1985, e una di Massimo Di Cataldo del 2005. Inoltre, una donna di nome Caterina, chiamata nel testo Catarì, è protagonista della canzone classica napoletana Core 'ngrato del 1911.
- Cat Valentine è una delle protagoniste delle serie televisive Victorious e Sam & Cat.
- Katerina Petrova, anche Katherine Pierce, è un personaggio e antagonista della serie The Vampire Diaries.

## Curiosità
- La caterinetta è un piccolo attrezzo, spesso a forma di pupazzo, utilizzato nel lavoro a maglia per creare cordicelle tubolari.
- Radio Caterina è il nome di un apparecchio radio ricevente costruito con mezzi rudimentali ma ingegnosi dagli internati italiani del campo di prigionia tedesco di Sandbostel; la vicenda è stata resa celebre dallo scrittore Giovannino Guareschi, anch'egli fra gli internati del campo[15]. La radio è ora conservata nel Tempio nazionale dell'internato ignoto[16][17].